# Illice gamma
Illice gamma là một loài bướm đêm thuộc phân họ Arctiinae, họ Erebidae.